# Musée des Beaux-Arts de Hô Chi Minh-Ville
Le musée des Beaux-Arts de Saïgon (ou Bao Tang My Thuat) est un élégant musée consacré à l'art vietnamien et cham. On peut y trouver des peintures et sculptures réalisées par des artistes vietnamiens. Le musée a un grand intérêt ethnographique. Il est installé dans une très belle et rare villa au style colonial français au centre sud de Saïgon.
Les collections de ce musée comprennent à la fois des œuvres anciennes, historiques ainsi que des contemporaines. Sa localisation, est proche du marché Ben Thanh, en plein centre-ville, c'est un endroit très attractif et intéressant pour mieux connaitre l'art du Vietnam et l'art du Champā à l'occasion d’une visite à Hô Chi Minh-Ville.

## L’histoire du musée des Beaux-Arts
Le bâtiment principal du musée allie harmonieusement  des architectures d'une inspiration asiatique et occidentale. Il a été conçu par l’architecte français Rivera en 1929. La construction a été réalisée entre 1929 et 1934. C'était le siège de l'homme d'affaires chinois nommé Hui Bon Hoa connu comme oncle Hoa (1845-1901) qui était passionné par l'Art .
Ce bâtiment était à l’origine la maison et le siège de l’entreprise de construction de Hui Bon Hoa. Sa structure est remarquable car c’est un véritable métissage culturel entre les influences chinoises et françaises des grandes maisons familiales.
À l’époque, l’adresse du musée était situé au 97 rue d’Alsace Lorraine maintenant c'est au 97 Pho Duc Chinh street au sud du centre de la ville. Le bâtiment abrite le musée des Beaux-Arts de Saïgon depuis 1987.
Le bâtiment du musée en lui-même est très intéressant, en effet il subsiste que très peu de maisons anciennes à Saïgon. Le musée est  l’un des plus beaux bâtiments historiques de la ville.
Le musée se répartit en trois bâtiments.

### Bâtiment 1
- Art moderne
- Art contemporain
- Boutique d’art
- Sculptures
- Galeries privées
- Cafétéria

### Bâtiment 2
- Expositions temporaires
- Salle de convention

### Bâtiment 3
- Art traditionnel (prochainement)

## La collection du musée des Beaux-Arts de Saïgon
Le musée des Beaux-Arts d'Hô Chi Minh-Ville a une collection de plus de 20 000 artefacts, peintures et sculptures réalisées par des artistes vietnamiens de renom.

## Organisation des collections

### Beaux-arts anciens
- Site antique d'Óc Eo dans le delta du Mékong
- Art du Champā avec des œuvres du site de My Son
- Centre Vietnam
- Art traditionnel du Vietnam

### Art moderne
- Art moderne du XXe siècle
- Art moderne de 1975 à nos jours